# Гуманитарный коридор

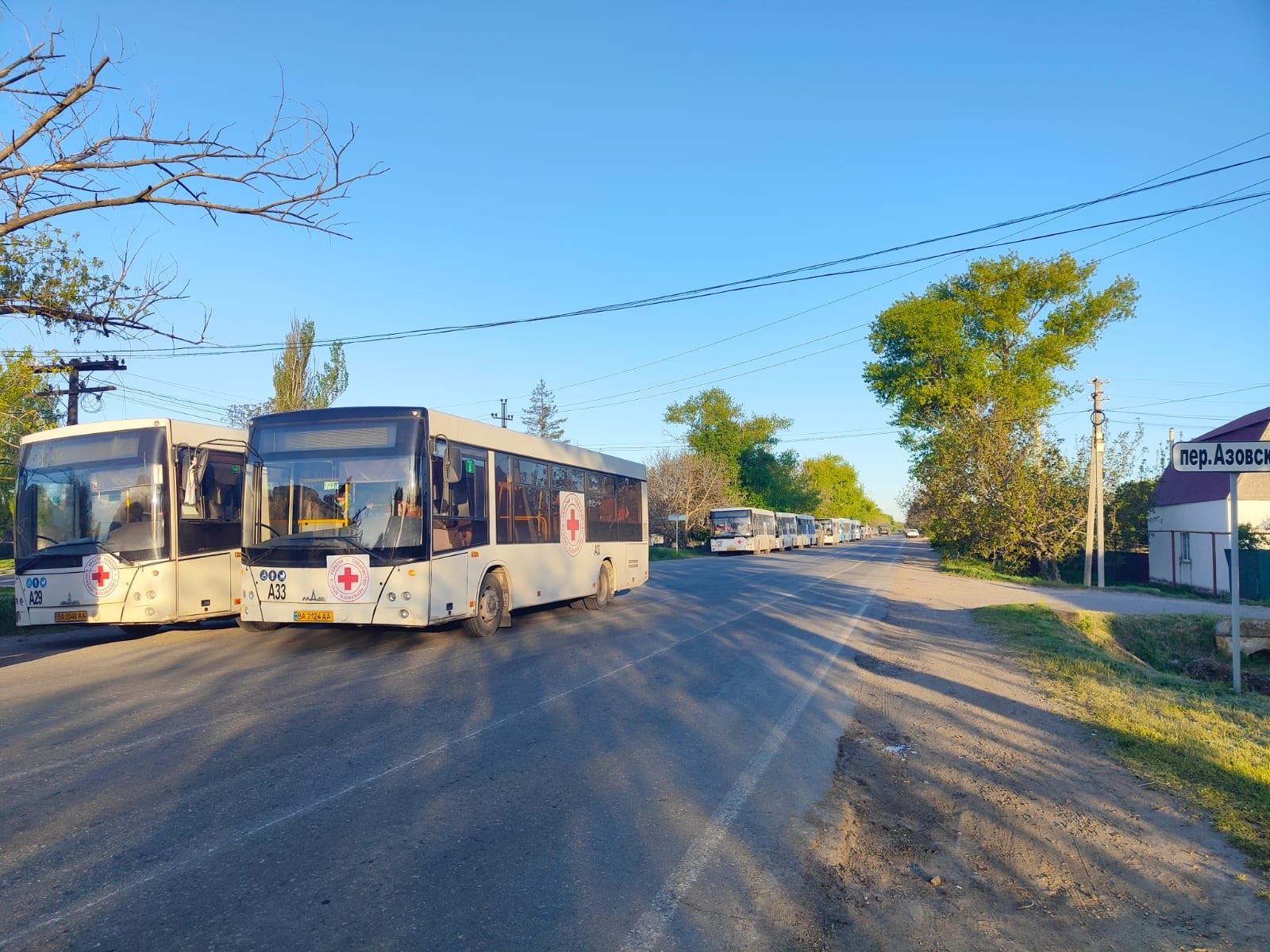

Гуманитарный коридор — тип временной демилитаризованной зоны, предназначенный для обеспечения безопасного транзита гуманитарной помощи в кризисный регион и/или беженцев из него. Такой коридор также может быть связан с бесполетной зоной или запретной для движения зоной.
В эпоху после холодной войны предлагались различные типы «гуманитарных коридоров», выдвинутые либо одной или несколькими воюющими сторонами, либо международным сообществом в случае гуманитарной интервенции. Гуманитарные коридоры часто использовались во время гражданской войны в Сирии.

## Безопасные зоны Организации Объединенных Наций
Безопасные зоны Организации Объединенных Наций — это гуманитарные коридоры, созданные в 1993 году на территории Боснии и Герцеговины во время Боснийской войны несколькими резолюциями Совета Безопасности Организации Объединенных Наций.

## Применение «гуманитарных коридоров»
- Лачинский коридор
- Битва за Грозный (1999—2000)
- Циклон Наргис
- Кампания Норд-Киву (2008)
- Война в Газе (2008-09)
- Гражданская война в Ливии (2011)
- Предложения по урегулированию сирийского конфликта
- Вторжение России на Украину (2022)